# Ligota Górna (Kluczbork)
Ligota Górna (deutsch Ober Ellguth) ist ein Ort der Gmina Kluczbork in der Woiwodschaft Opole in Polen.

## Geographie
Ligota Górna liegt im nordwestlichen Teil Oberschlesiens im Kreuzburger Land. Ligota Górna liegt rund drei Kilometer östlich vom Gemeindesitz Kluczbork und etwa 52 Kilometer nordöstlich der Woiwodschaftshauptstadt Oppeln.
Das Dorf liegt am Stober. Südlich des Dorfes liegt das ca. 60 Hektar große Regenrückhaltebecken Zbiornik retencyjny Kluczbork.
Durch Ligota Górna verlaufen die Landesstraßen Droga krajowa 11 und Droga krajowa 45.
Nachbarorte von Ligota Górna sind im Nordwesten der Weiler Ligota Zamecka (Schloss-Ellguth), im Nordosten Bogdańczowice (Wüttendorf) und im Südosten der Weiler Dobrzyny (Dochhammer).

## Geschichte

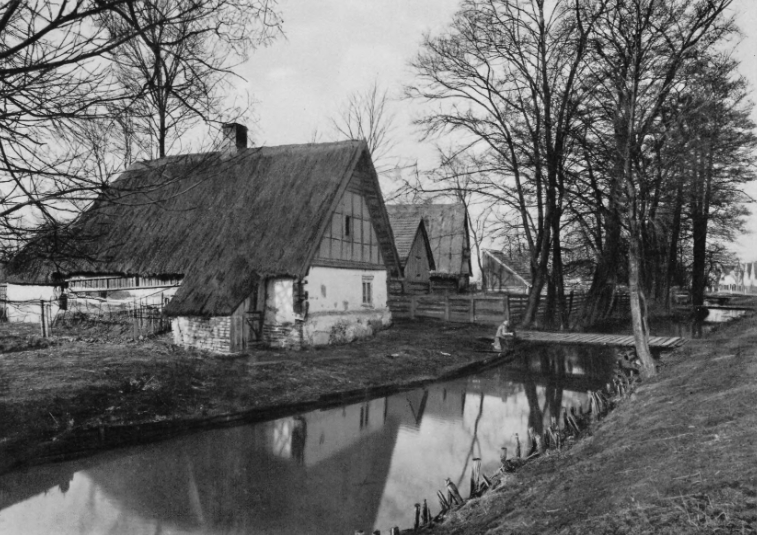
Alte Bauerngehöfte auf einer alten Fotografie in Ober Ellguth

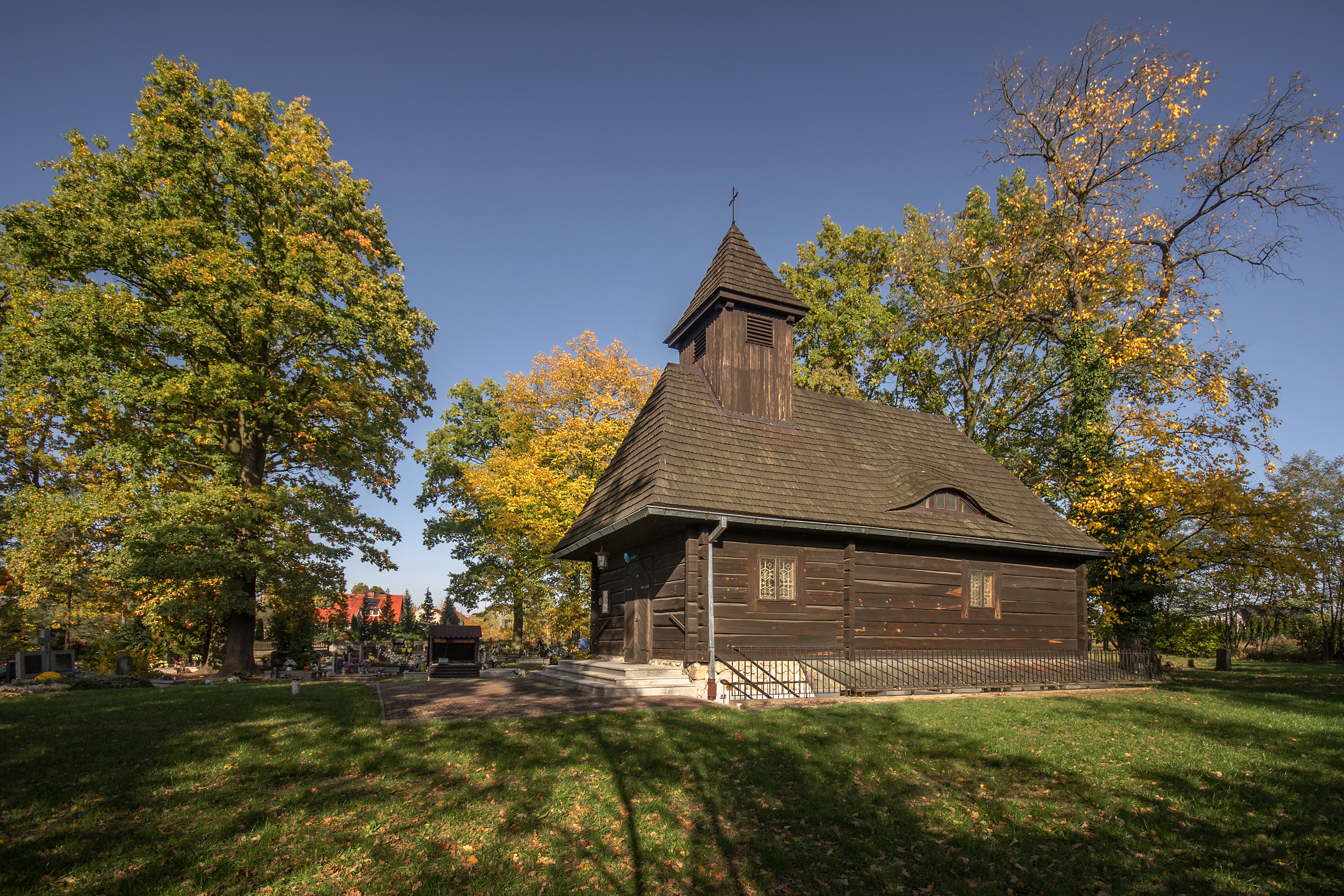
Schrotholzkirche zum Heiligen Kreuz

1764 wird in Ober Ellguth eine evangelische Schule eingerichtet. 1845 befanden sich im Dorf eine evangelische Schule sowie 47 Häuser. Im gleichen Jahr lebten in Ober Ellguth 421 Menschen, davon 75 katholisch. 1861 lebten in Ober Ellguth 389 Menschen. 1874 wird der Amtsbezirk Bankau gegründet, zu dem Ober Ellguth gehört.
1933 lebten in Ober Ellguth 509. Zum 1. April 1938 wird die Landgemeinde Schloss-Ellguth in die Gemeinde Ober Ellguth eingemeindet. 1939 zählt die Gemeinde Ober Ellguth 1166 Einwohner. Bis 1945 gehörte das Dorf zum Landkreis Kreuzburg O.S.
Als Folge des Zweiten Weltkriegs fiel  Ober Ellguth 1945 wie der größte Teil Schlesiens unter polnische Verwaltung. Nachfolgend wurde der Ort in Ligota Górna umbenannt und der Woiwodschaft Schlesien angeschlossen. 1950 wurde es der Woiwodschaft Oppeln eingegliedert. 1999 kam der Ort zum neu gegründeten Powiat Kluczborski (Kreis Kreuzburg).
Im Jahr 2012 konnte das 60 Hektar große Regenrückhaltebecken, für die Regulierung des Stobers, südlich von Ligota Górna, fertiggestellt werden. Dieser wird auch als Badesee genutzt.

## Sehenswürdigkeiten
- Die evangelische Schrotholzkirche zum Heiligen Kreuz wurde 1787 als Friedhofskapelle erbaut.[7]